# Manchu Wok
A Manchu Wok Inc. é uma rede canadense de restaurantes de fast food especializada em culinária chinesa de fusão. A marca opera 57 locais em oito províncias canadenses e 13 nos Estados Unidos. A rede opera em shopping centers, aeroportos e algumas instalações militares dos Estados Unidos. É de propriedade do MTY Food Group, com sede no Canadá.
Apesar do nome da rede, o cardápio não apresenta nenhum prato da culinária tradicional da Manchúria e, em vez disso, serve principalmente a culinária sino-estadunidense e a culinária chinesa canadense.

## História
A primeira loja foi aberta pelo Dr. Jack Lew e outros imigrantes de Hong Kong em 1980 em Peterborough, Ontário, Canadá. Lew contratou o consultor de equipamentos para serviços de alimentação Alfred Grech, um imigrante maltês, para projetar e ajudar na construção das primeiras 33 lojas. Em 1992, Lew vendeu a empresa para a Scott's Hospitality Inc. Na época da venda, havia 113 unidades da Manchu Wok no Canadá e nos Estados Unidos. Sob a nova propriedade, havia 237 unidades da Manchu Wok nos Estados Unidos, Canadá e Reino Unido em abril de 1992.
Em 1996, havia 245 unidades Manchu Wok quando a empresa controladora Scott's Hospitality foi adquirida pela Laidlaw Inc.
Em 2000, Laidlaw vendeu a empresa para um grupo de investidores liderado por Ken Fowler e Café de Coral. Na época da venda, em 2000, havia 74 locais no Canadá, 119 locais nos Estados Unidos e 2 na Polônia, o que a tornava a maior cadeia de restaurantes chineses no Canadá e a segunda maior na América do Norte.

### Atividade comercial fora da América do Norte
Embora a maior parte da atividade comercial da empresa esteja localizada na América do Norte, a empresa teve franquias no Reino Unido e na Polônia em 1992 e 2000, respectivamente, que foram fechadas. Em 2003 e 2004, a Manchu Wok expandiu suas operações para as bases militares dos Estados Unidos em Santa Rita, Guam; e Okinawa, Japão, respectivamente. O Manchu Wok também tem dois locais que atendem às forças armadas dos Estados Unidos em Camp Humphreys e na Base Aérea de Osan, na Coreia do Sul, Há também locais na Base Aérea de Ramstein, na Alemanha e na Base do Exército dos Estados Unidos de Grafenwöhr, na Alemanha.